# 포스포리보실아민
포스포리보실아민(영어: phosphoribosylamine, PRA) 또는 5-포스포리보실아민(영어: 5-phosphoribosylamine, 5PRA)은 퓨린 대사 과정의 대사 중간생성물이다. 포스포리보실아민은 이노신 일인산(IMP)의 전구물질이다. 포스포리보실아민은 아미도포스포리보실트랜스퍼레이스에 의해 포스포리보실 피로인산(PRPP)로부터 생성된다.
|  |

## 같이 보기
- 아미도포스포리보실트랜스퍼레이스
- 포스포리보실 피로인산 (PRPP)